# All the World to Nothing
Pour plus de détails, voir Fiche technique et Distribution.
All the World to Nothing est un film muet américain réalisé par Henry King, sorti en 1918.

## Synopsis
Richard Chester, un célibataire qui a tout perdu au poker, déboule dans l'appartement de Nora Ellis, qui vient d'hériter d'une fortune à condition qu'elle se marie immédiatement. Se faisant appeler Chester Dick, Richard épouse Nora et s'en va. Alors qu'il n'est pas au courant de ce mariage, Charles Renalls, un prétendant de Nora, pense que la richesse de celle-ci est le seul obstacle à leur union et cherche à la ruiner à la bourse. Apprenant cela, Richard ruine Charles. Nora tombe amoureuse de Richard, sans le reconnaître comme son mari d'un soir. Espérant ruiner les chances de Richard auprès de Nora, Charles dit à celle-ci que Richard est déjà marié et même qu'il a la photographie de sa femme dans sa poche. À sa surprise, Nora découvre qu'il s'agit de sa propre photo et que Richard est déjà son mari.

## Fiche technique
- Titre original : All the World to Nothing
- Réalisation : Henry King
- Scénario : Stephen Fox, d'après le roman éponyme de Wyndham Martyn
- Société de production : American Film Company
- Société de distribution : Pathé Exchange
- Pays de production :  États-Unis
- Langue : anglais
- Format : Noir et blanc - 35 mm - 1,37:1 - Muet
- Genre : Comédie dramatique
- Durée : 6 bobines
- Date de sortie :
  - États-Unis : 1er décembre 1918

## Distribution
- William Russell : Richard Chester
- Winifred Westover : Nora Ellis
- J. Morris Foster : Everard Peck
- Hayward Mack : Charles Renalls